# John B. Sanborn
Pour les articles homonymes, voir Sanborn.
John Benjamin Sanborn (5 décembre 1826 – 16 mai 1904) est un militaire et homme politique américain qui combattit durant la guerre de Sécession sous les couleurs de l'Union. Après la guerre, il servit au sein de la commission de paix indienne pour négocier des traités avec plusieurs peuples amérindiens.